# Памятный знак Генерального инспектора Вооружённых сил
Памятный знак Генерального инспектора Вооруженных сил (пол. Odznaka Pamiątkowa Generalnego Inspektora Sił Zbrojnych) — польская награда, памятный знак Генерального инспектора Вооруженных сил (GISZ).

## История награды
6 мая 1936 года генеральный инспектор Вооружённых сил генерал-майор Эдуард Смиглы-Рыдз утвердил данный памятный знак как «символический и ценный сувенир за почётную службу в GISZ в период с 6 августа 1926 года по 12 мая 1935 года приказам первого маршала Польши Юзефа Пилсудского».
Информация об учреждении знака была опубликована в журнале приказов Министерства военных дел № 7 от 14 мая 1936 года. Комиссии по вручению нагрудных знаков после завершения своей деятельности к 12 маю 1937 года должна была передать все дела руководителю Военно-исторического бюро.
16 марта 1938 года генерал Соснковский представил маршалу Польши Смиглы-Рыдзу отчёт об окончании работы комиссии.

## Условия награждения
Право на получение знака имели:
- генералы-армейские инспектора,
- генералы на службе генерального инспектора Вооруженных Сил,
- офицеры штаба армейских инспекторов и генералы на службе GISZ,
- офицеры управления генерального инспектора Вооруженных сил,
- офицеры инспекции GISZ и непосредственно подчинённых ей подразделений,
- сотрудники независимого кадрового отдела GISZ.

Права на награждение лишались осуждённые военными или гражданско-уголовными судами. Нагрудным знаком также не награждались генералы и офицеры, проводившие проверки своих собственных штабов. На этом основании в праве на значок было отказано отставному лейтенанту кавалерии Штефану Каэтану Байеру, служившему в штабе генерал-майора Яна Туллие ординарцем с 1 января по 1 октября 1927 года. Аналогичным образом права на знак был лишён капитан жандармерии Ежи Казимеж Грацян Домбровский, с 17 июля по 27 декабря 1929 года служивший в 3-м взводе Варшавской жандармерии. Комиссия постановила, что служебная практика в указанном подразделении не является достаточным основанием для получения знака.

## Описание награды
Знак носился на мундире, на левой строне груди, над прочими наградами. Приказом генерального инспектора № 301-189/38 от 21 января 1938 года также учреждался миниатюрная версия знака (размером 17х17 мм), для ношения на гражданской одежде в бутоньерке.
Награждённые лица приобретали знак и диплом к нему за свой счёт. Стоимость одного значка составляла 15 злотых. Списки награждённых были объявлены во внутреннем приказе GISZ. Было изготовлено 267 значков, в том числе 12 бесплатных.

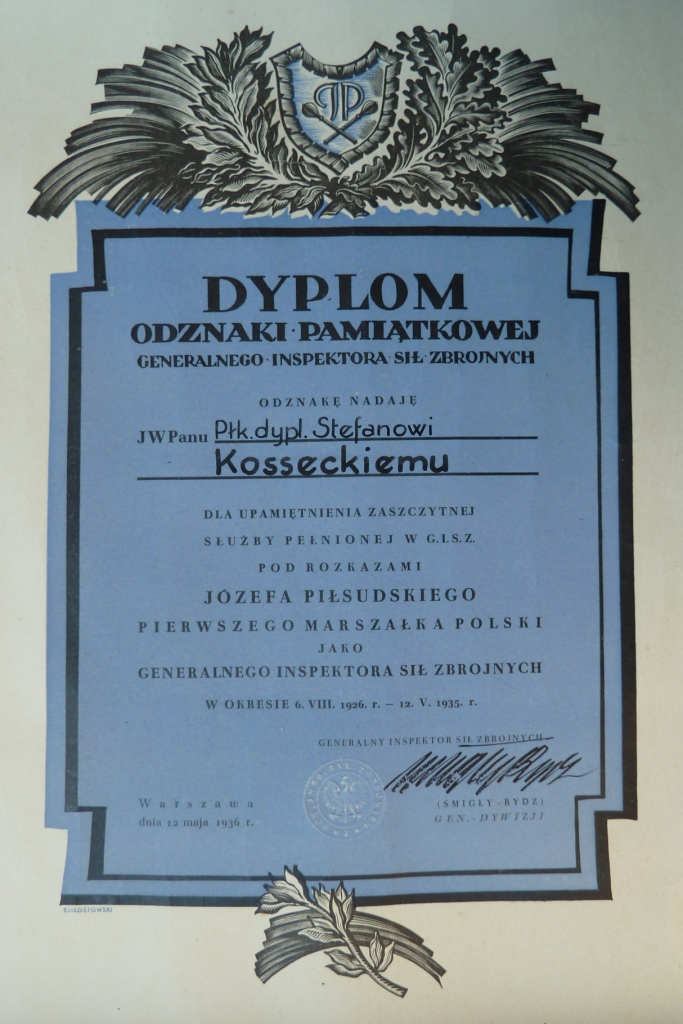
Диплом нагрудного знака вручённого полковнику Косецки, Стефан

Знак размером 35х35 мм имел форму горжета из листового серебра. Фон был покрыт эмалью в цветах ленты ордена Virtuti Militari, кайма знака выполнена в виде серебряной змеи с генеральской нашивки. В центре находятся золотые буквы «JP» (инициалы Пилсудского), под ними две скрещенные маршальские булавы. Знак изготавливался на заводе художественных изделий Виктора Гонтарчика в Варшаве из бронзы, серебра и золота.